# Lakewood Louie
Lakewood Loulie – amerykański pokerzysta zawodowy.
W pokera zaczął grać w latach 70. Podczas trzech edycji World Series of Poker (1978–1980) wygrał cztery bransoletki. Jego wygrane w turniejach wyniosły $104.000.

## Bransoletki WSOP
| Rok  | Turniej                 | Wygrana (USD) |
| ---- | ----------------------- | ------------- |
| 1978 | $5,000 Draw High        | $21,000       |
| 1979 | $2,000 Draw High        | $22,800       |
| 1979 | $1,000 Ace to Five Draw | $22,200       |
| 1980 | $1,000 Razz             | $33,600       |